# Defender (песня)
Defender — песня американской хэви-метал группы Manowar выходившая в качестве сингла два раза — в 1983 и 1994 году и появилась на альбоме Fighting the World 1987 года. Оригинальная версия 1983 года имеет большие различия с версией, перезаписанной для альбома.
Песня была записана во время студийных сессий записи альбома Battle Hymns.
Рассказчиком в песне выступил американский актер и режиссёр Орсон Уэллс.

## Песня
Первая часть песни — текст письма, написанного отцом, вероятно погибшем в сражении, сыну, в котором отец пишет, что теперь очередь сына быть защитником, помогать беспомощным и защищать их. Текст читает Орсон Уэллс.
Во второй части поет сын, роль которого исполняет вокалист группы, Эрик Адамс. Он поет, что исполнит мечту отца. В конце песни Эрик поёт вместе с читающим текст Уэллсом.

## Состав группы
- Эрик Адамс — вокал
- Джоуи Де Майо — бас-гитара
- Росс Фридмен — гитара
- Скотт Колумбус — ударные

## Defender (1983)
Список композиций:
1. «Defender» (сторона A)
2. «Gloves of Metal» (сторона B)

## Defender (1994)
Список композиций:
1. «Defender»
2. «Hatred»